# The Mayor of 44th Street
The Mayor of 44th Street ist ein US-amerikanisches Musical-Drama aus dem Jahr 1942 unter der Regie von Alfred E. Green von RKO Pictures. George Murphy spielt einen Musikmanager, dem ein Gangster mit seiner Bande zu schaffen macht. Das Auftauchen einer Kinderbande und ein Zerwürfnis mit seiner von Anne Shirley gespielten Freundin, verschärfen seine Lage noch zusätzlich.
Das Drehbuch beruht auf der gleichnamigen Erzählung von Robert Hardy Andrews, die von Luther Davis und John Cleveland am 14. Dezember 1940 im Magazin Collier’s Weekly empfohlen wurde.

## Handlung
Joe Jonathan, ein Veranstalter für Tanzmusik und Manager eines Clubs, wird von dem zwielichtigen Detektiv Tommy Fallon vorgewarnt, dass Ed Kirby in Kürze auf Bewährung aus dem Gefängnis freikomme und angedeutet habe, dass er ihn besuchen werde. Kirby hat sich den Spitznamen „Bürgermeister der 44. Straße“ eingefangen, da er durch Erpressung und Kontrolle diverser Clubs in der 44. Angst und Schrecken verbreitet hat. Joe hat eine Zahlung an Kirbys Eintreiber aber stets verweigert. Als man es erneut bei ihm versucht, ist er überrascht, sich einer Truppe dickfelliger, abgestumpfter Kinder gegenüberzusehen, die von dem jugendlichen Bitz angeführt werden. Joe bietet Bitz daraufhin an, bei ihm als Assistent zu arbeiten und warnt ihn eindringlich, nicht so weiterzumachen. Das Angebot ist Jessie Lee, Joes Tanzpartnerin und jetziger Assistentin und Freundin ein Dorn im Auge und so versucht sie, Bitz bei Joe zu verunglimpfen. Noch entnervter reagiert sie, als Joe Bitz sogar noch einlädt, bei ihm in seinem Penthouse zu wohnen.
Bald darauf besucht Kirbys Anwalt Shoemaker Joe und teilt ihm im Namen seines Mandanten mit, dass dieser sich entschlossen habe, sein Geld auf ehrliche Weise zu verdienen und deshalb einen Job brauche. Als Joe zustimmt, Kirby einzustellen, entscheidet sich Jessie, zu gehen und sich nach einem neuen Tanzpartner umzusehen. Zuvor warnt sie Joe aber noch eindringlich, dass sie nicht daran glaube, dass Kirby es ehrlich meine, in ihren Augen sei er der geborene Gangster. Wie richtig Jessies Einschätzung ist, stellt sich schon bei Kirbys Ankunft heraus, als er in Joes Büro marschiert und ihm mitteilt, dass er plane, dieses in Kürze zu übernehmen. Joe warnt ihn eindringlich, dass seine Geschäfte legal und ohne Gesetzesverstöße geführt werden und dass das auch so bleiben solle. Als Joe eine Geschäftsreise nach San Francisco antreten muss, nutzt Kirby die Gelegenheit, seine Autorität zu untergraben. Da er den in seinem Sinne handelnden Bandleader Lew Luddy als Geschäftsführer haben möchte, veranlasst er Bitz und seine Bande tätig zu werden, bis das Management einer Neubesetzung des Postens mit Luddy zustimmt. Als Kirby weitere Aktivitäten unternimmt, um den Club in seine Hände zu bekommen, mischt sich Jessie ein und versucht, Kirby zu feuern. Auch Bitz, der Joe verlassen hat, um für Kirby zu arbeiten, ist von dessen Methoden alles andere als begeistert.
In der Folge stellt Kirby so einiges an, um seine Pläne durchzusetzen. Als er seinen Männern befiehlt Joe anzugreifen, nachdem dieser zurückgekehrt ist, ruft Bitz seine Kinderbande zusammen, um Joe beizustehen, was auch hervorragend gelingt. Die anrückende Polizei findet Kirby und seine Männer an der Decke hängend vor und muss sie nur noch einsammeln.
Nachdem Joe seinem Beruf nun wieder in Ruhe nachgehen kann, kehrt auch Jessie zurück und sie und Joe beschließen zu heiraten und auch Bitz hat eingesehen, dass er an Joes Seite besser aufgehoben ist.

## Produktion und Hintergrund
Anfang November 1941 begannen die Dreharbeiten, die bis Mitte Dezember 1941 gingen. Am 15. Mai 1942 lief der Film in den Kinos der USA an.
Laut Hollywood Reporter und Los Angeles Times erhielten Luther Davis und John Cleveland für ihren sachlichen Artikel im Collier’s 20.000 $. Jackie Cooper war für die Rolle des Bitz im Gespräch, Ray Collins, George Raft und Brian Donlevy waren für andere Rolle vorgesehen. Von Joan Merrills Testaufnahmen war RKO so beeindruckt, dass ihre anfangs kleine Rolle zu einer größeren umgeschrieben wurde. Für den seinerzeitigen Regieassistenten Clem Beauchamp markiert The Mayor of 44th Street RKOs Förderung beim Übergang vom Kurz- zum Langfilm. George Murphy, der die männliche Hauptrolle spielt, wurde von Metro-Goldwyn-Mayer ausgeliehen.
Für Stummfilmstar Richard Barthelmess war The Mayor of 44th Street sein letzter Film, anschließend zog er sich ins Privatleben zurück.

## Soundtrack
– Text und Musik jeweils von Mort Greene und Harry Revel –
- Heavenly, Isn’t It?
- You’re Bad For Me
- When There’s a Breeze on Lake Louise, vorgetragen von Freddy Martin und seinem Orchester sowie von Ann Shirley
- A Million Miles From Manhattan, vorgetragen von George Murphy
- Tonight We Love, Freddy Martin und sein Orchester
- Your Face Looks Familar
- Let’s Forget It

## Auszeichnungen
1943 waren Harry Revel und Mort Greene mit dem Song When There’s a Breeze on Lake Louise in der Kategorie „Bester Song“ für einen Oscar nominiert, mussten sich jedoch Irving Berlin und seinem Lied White Christmas aus dem Musikfilm Musik, Musik geschlagen geben.